# Wasted Love
Wasted Love is een nummer van het Franse dj-duo Ofenbach uit 2021, ingezongen door Lagique.
Het duo zei over het nummer: "We schreven en produceerden 'Wasted Love' gedurende de zomer, terwijl Head Shoulders Knees & Toes net de hitlijsten bestormde. Het gaf ons de energie om een track te produceren die voor ons zou voelen als een hymne. Het refrein is precies zoals we dit wilden dankzij Lagique." Het nummer werd in diverse Europese landen een hit. Zo bereikte het een bescheiden 24e positie in Ofenbachs thuisland Frankrijk. In de Nederlandse Top 40 was het succesvoller met een 8e positie, terwijl het in de Vlaamse Ultratop 50 de 14e positie behaalde.